# آدولین گراتار
آدولین گراتار (فرانسوی: Adeline Grattard‎؛ زادهٔ ۸ فوریه ۱۹۷۸) سرآشپز و رستوران‌دار اهل فرانسه است. وی مالک و سرآشپز رستوران تک‌ستارهٔ یام‌چا در پاریس است. او دانش‌آموختهٔ «مدرسه عالی آشپزی فرانسوی» است و مدتی در رستوران آسترانس زیر نظر سرآشپز فرانسوی «پاسکال باربو» کارآموزی کرد. همسر او اهل هنگ کنگ است و او به‌مدت ۲ سال در آنجا زندگی کرده و با سرآشپزهای چینی کار کرد و روش‌های مختلف پخت‌وپز را بررسی و امتحان می کرد.